# Landstede Volleybal
Le club de volley-ball de Zwolle (Pays-Bas), qui a changé plusieurs fois de nom en raison de changements de sponsors principaux, évolue au plus haut niveau national (Eredivisie).

## Palmarès
- Championnat des Pays-Bas (3)
  - Vainqueur : 2013, 2014, 2015
- Coupe des Pays-Bas (6)
  - Vainqueur : 1997, 1998, 1999, 2012, 2014, 2015
- Supercoupe des Pays-Bas (6)
  - Vainqueur : 1997, 1998, 1999, 2012, 2013, 2014

## Effectifs

### Entraîneur
- 1996-2000 :  Marco van den Berg
- 2000 :  Peter Krüsmann
- 2000-2009 :  Herman van den Belt
- 2009-2010 :  Marten Scheepstra
- 2010- :  Herman van den Belt

### Joueurs majeurs
- Kay van Dijk  Pays-Bas (pointu, 2,12 m)